# Ministère du Travail et de la Sécurité sociale (Cameroun)
 (mai 2024).
La mise en forme du texte ne suit pas les recommandations de Wikipédia : il faut le « wikifier ».
Les points d'amélioration suivants sont les cas les plus fréquents :
- Les titres sont pré-formatés par le logiciel. Ils ne sont ni en capitales, ni en gras.
- Le texte ne doit pas être écrit en capitales (les noms de famille non plus), ni en gras, ni en italique, ni en « petit »…
- Le gras n'est utilisé que pour surligner le titre de l'article dans l'introduction, une seule fois.
- L'italique est rarement utilisé : mots en langue étrangère, titres d'œuvres, noms de bateaux, etc.
- Les citations ne sont pas en italique mais en corps de texte normal. Elles sont entourées par des guillemets français : « et ».
- Les listes à puces sont à éviter, des paragraphes rédigés étant largement préférés. Les tableaux sont à réserver à la présentation de données structurées (résultats, etc.).
- Les appels de note de bas de page (petits chiffres en exposant, introduits par l'outil «  Source ») sont à placer entre la fin de phrase et le point final[comme ça].
- Les liens internes (vers d'autres articles de Wikipédia) sont à choisir avec parcimonie. Créez des liens vers des articles approfondissant le sujet. Les termes génériques sans rapport avec le sujet sont à éviter, ainsi que les répétitions de liens vers un même terme.
- Les liens externes sont à placer uniquement dans une section « Liens externes », à la fin de l'article. Ces liens sont à choisir avec parcimonie suivant les règles définies. Si un lien sert de source à l'article, son insertion dans le texte est à faire par les notes de bas de page.
- La présentation des références doit suivre les conventions bibliographiques. Il est recommandé d'utiliser les modèles {{Ouvrage}}, {{Chapitre}}, {{Article}}, {{Lien web}} et/ou {{Bibliographie}}. Le mode d'édition visuel peut mettre en forme automatiquement les références.
- Insérer une infobox (cadre d'informations à droite) n'est pas obligatoire pour parachever la mise en page.

Pour une aide détaillée, merci de consulter Aide:Wikification.
Si vous pensez que ces points ont été résolus, vous pouvez retirer ce bandeau et améliorer la mise en forme d'un autre article.
 (mai 2024).
Le Ministère du travail et de la sécurité sociale (en anglais, Ministry of labour and social security) est une administration publique camerounaise. Il est placé sous l'autorité d'un ministre. Il est responsable de l’élaboration et de la mise en œuvre de la politique du gouvernement dans les domaines des relations professionnelles, du soin des travailleurs et de la sécurité sociale.

## Histoire
Le ministère du travail et de la sécurité sociale est devenu ministère à part entière en 2012 par le Décret n°2012/558 du 26 novembre 2012 portant organisation du ministère du travail et de la sécurité sociale.

## Organisation
Le ministère du travail et de la sécurité sociale est placé sous l'autorité d'un ministre. Pour l’accomplissement de ses missions, le ministre du travail et de la sécurité sociale dispose:
- d'un secrétariat particulier;
- De deux conseillers techniques;
- d’une inspection générale;
- De service déconcentrés.

## Mission
Le ministre du travail et de la sécurité sociale est responsable de l’élaboration et de la mise en œuvre de la politique du gouvernement dans les domaines de relations professionnelles, du salut des travailleurs et de la sécurité sociale.
Ace titre, il est chargé:
- De l’élaboration et de la mise en œuvre de la politique de prévoyance et de sécurité sociale;
- Du contrôle de l’application du code du travail et des conventions internationales, ratifiées par le Cameroun, ayant trait au travail;
- De la liaison entre le gouvernement et les organisations syndicales et patronales;
- De la liaison avec les institutions du système des nations unies et de l’union africaine spécialisées dans le domaine du travail en liaison avec le ministre des relations extérieures.

Il assure la liaison entre le gouvernement et l’organisation internationale du travail(OIT) et les organismes internationaux relevant de son secteur de compétences en liaison avec le ministère des relations extérieures. Il exerce la tutelle sur la caisse nationale de prévoyance sociale(CNPS) et les organismes publics ou parapublics relevant de son secteur.

## Liste des ministres depuis 1960[4]
| N° | Périodes               | Noms et prénoms          | Images |
| -- | ---------------------- | ------------------------ | ------ |
| 1  | 2011-                  | Grégoire OWONA           |        |
| 2  | 2009-2011 et 2009-2011 | Robert NKILI             |        |
| 3  | 1997-2002              | Pius ONDOUA              |        |
| 4  | 1992-1997              | Simon MBILA              |        |
| 5  | 1992                   | Jean Bosco SAMGBA        |        |
| 6  | 1982-1992              | Jean Baptiste BOKAM      |        |
| 7  | 1987-1988              | Adolphe MOUDIKI          |        |
| 8  | 1986-1987              | Philippe MATAGA          |        |
| 9  | 1984-1986              | Joseph FOFE              |        |
| 10 | 1983-1984 et 1980-1982 | Daniel KAMGUEU           |        |
| 11 | 1902-1983              | Felix TONYE MBOG         |        |
| 12 | 1975-1980              | Paul DONTSOP             |        |
| 13 | 1972-1975              | Enoch KWAYEB             |        |
| 14 | 1970-1972 et 1965-1970 | NZO EKHAH NGHAKY         |        |
| 15 | 1960-1961              | Jean Pierre WANDJI NKUMY |        |